# Thalassoma ballieui
Thalassoma ballieui е вид лъчеперка от семейство Labridae.

## Разпространение
Видът е разпространен в Малки далечни острови на САЩ и САЩ.